# Скарлет Џохансон
Скарлет Ингрид Џохансон (енгл. Scarlett Ingrid Johansson; Њујорк, 22. новембар 1984) америчка је глумица, певачица и манекенка.
Њен филмски првенац била је авантуристичка комедија Север из 1994. године. Џохансонова је 1996. године тумачила своју прву главну улогу у филму Мени и Ло и била номинована за награду Спирит за најбољу главну глумицу, а потом је и изведбама у филмовима Шаптач коњима (1998) и Свет духова (2001) привукла пажњу публике и критичара. Године 2003. окренула се озбиљнијим пројектима и била је номинована за бројне награде захваљујући главним улогама у филмовима Девојка са бисерном минђушом и Изгубљени у преводу. Обе изведбе донеле су јој номинације за Златни глобус, док је за први филм такође освојила награду БАФТА за најбољу глумицу у главној улози.
Улоге у драмама Љубавна песма за Бобија Лонга (2004) и Завршни ударац (2005) донели су јој још две номинације за Златни глобус. Џохансонова је потом наступила у филмовима Острво (2005), Црна далија (2006), Престиж (2006), Друга Боленова кћи (2008), Ти га просто не занимаш (2009), те у пројектима Ударна вест (2006) и Љубав у Барселони (2008) Вудија Алена са којим је често сарађивала након успеха са драмом Завршни ударац.
Широј јавности Џохансонова је најпознатија по улози Црне удовице (Наташе Романов) у низу Марвелових филмова: Ајронмен 2 (2010), Осветници (2012), Капетан Америка: Зимски војник (2014), Осветници: Ера Алтрона (2015), Капетан Америка: Грађански рат (2016), Осветници: Рат бескраја (2018), Осветници: Крај игре (2019) и Црна удовица (2021). Након комерцијалног успеха са Осветницима, током 2013. године, наступила је у неколико филмова независне продукције који су наишли на добар пријем код критичара, међу којима су Дон Џон, Она и Под кожом. Године 2014. играла је главну улогу у научнофантастичном блокбастеру Луси Лика Бесона.
Џохансонова је такође добитница награде Тони за изведбу у бродвејској представи Поглед са моста из 2010. године. Бави се и музиком, а до сада је издала два студијска албума — Anywhere I Lay My Head (2008) и Break Up (2009). Једна је од глумица које носе титулу модерног холивудског секс-симбола, а њено име се често налази на листама најсексипилнијих жена света, међу којима су листе магазина Есквајер из 2006. и 2013. и часописа Плејбој из 2007 године.

## Биографија
Скарлет Ингрид Џохансон је рођена 22. новембра 1984. године у округу Менхетн у Њујорку. Њен отац, Карстен Олаф Џохансон, је архитекта пореклом из Копенхагена. Њен деда по оцу, Ејнер Џохансон, био је историчар уметности, сценариста и филмски редитељ, чији је отац био Швеђанин. Њена мајка, Мелани Слоун, Њујорчанка, радила је као продуцент; она потиче из јеврејске породице Ашкенази из Пољске и Русије, првобитно се презивала Шламберг, а Џохансон себе описује као Јеврејку. Има старију сестру Ванесу, такође глумицу; старији брат Адријан; и брат близанац Хантер. Има и старијег полубрата Кристијана из првог брака њеног оца. Џохансон има двојно америчко и данско држављанство. Открила је да је породица њеног прадеде по мајци умрла за време Холокауста у Варшавском гету.

## Дискографија
| Студијски албуми |                                |                                   |
| Година           | Назив                          | Напомене                          |
| 2008.            |                                | дискографска кућа                 |
| 2008.            |                                | дискографске куће                 |
| 2009.            |                                | са Питом Јорном дискографска кућа |
| Филмске нумере   |                                |                                   |
| 2009.            |                                | филм: Ти га просто не занимаш     |
| 2011.            |                                | филм: Јадници и брбљивци          |
| 2012.            | (са 3Д)                        | филм: Дани милости                |
| 2012.            | (са Џеј Ралфом и Џошуом Белом) | филм: На леду                     |
| 2014.            | (са Хоакином Финиксом)         | филм: Она                         |

## Филмографија
| Филмови             |                                  |               |                             | |
| Година              | Српски назив                     | Изворни назив | Улога                       | Напомене |
| 1994.               | Норт                             |               | Лора Нелсон                 | |
| 1995.               | Праведан циљ                     |               | Кејт Армстронг              | |
| 1996.               | Кад би Луси пала                 |               | Емили                       | |
| 1996.               | Мени и Ло                        |               | Аманда                      | номинација - Награда Спирит за најбољу глумицу у главној улози |
| 1997.               | Пад                              |               | девојчица                   | |
| 1997.               | Сам у кући 3                     |               | Моли Пруит                  | |
| 1998.               | Шаптач коњима                    |               | Грејс Маклин                | |
| 1999.               | Мој брат прасе                   |               | Кети Калдвел                | |
| 2001.               | Човек који није био ту           |               | Рејчел Берди Абандас        | |
| 2001.               | Свет духова                      |               | Ребека                      | номинација - Награда Удружења бостонских филмских критичара за најбољу споредну женску улогу номинација - Награда Удружења интернет филмских критичара за најбољу споредну женску улогу номинација - Награда Удружења њујоршких филмских критичара за најбољу споредну глумицу |
| 2001.               | Америчка рапсодија               |               | Сузан Шандор                | |
| 2002.               | Пауци нападају                   |               | Ешли Паркер                 | |
| 2003.               | Изгубљени у преводу              |               | Шарлот                      | БАФТА за најбољу глумицу у главној улози Награда Удружења бостонских филмских критичара за најбољу главну женску улогу номинација - Златни глобус за најбољу главну глумицу у играном филму (мјузикл или комедија) номинација - Награда Удружења телевизијских филмских критичара за најбољу глумицу у споредној улози номинација - Награда Сателит за најбољу глумицу у споредној улози номинација - МТВ филмска награда за највеће глумачко откриће номинација - Онлајн награда Друштва филмских критичара за најбољу главну женску улогу |
| 2003.               | Девојка са бисерном минђушом     |               | Грит                        | номинација - БАФТА за најбољу глумицу у главној улози номинација - Златни глобус за најбољу главну глумицу у играном филму (драма) номинација - Британска независна филмска награда за најбољу глумицу у главној улози |
| 2004.               | Савршени тест                    |               | Франческа Кертис            | |
| 2004.               | Љубавна песма за Бобија Лонга    |               | Перси Вил                   | номинација - Златни глобус за најбољу главну глумицу у играном филму (драма) |
| 2004.               | Добра жена                       |               | Мег Виндермер               | |
| 2004.               | Сунђер Боб Коцкалоне             |               | Минди                       | |
| 2004.               | У добром друштву                 |               | Алекс Фореман               | |
| 2005.               | Завршни ударац                   |               | Нола Рајс                   | номинација - Златни глобус за најбољу споредну глумицу у играном филму |
| 2005.               | Острво                           |               | Сара Џордан                 | |
| 2006.               | Ударна вест                      |               | Сондра Прански              | |
| 2006.               | Црна далија                      |               | Кетрин Кеј Лејк             | |
| 2006.               | Престиж                          |               | Оливија Венскомб            | |
| 2007.               | Дневник једне дадиље             |               | Ени Бредок                  | |
| 2008.               | Друга Боленова кћи               |               | Мери Болин                  | |
| 2008.               | Љубав у Барселони                |               | Кристина                    | |
| 2008.               | Дух                              |               | Силкен Флос                 | |
| 2009.               | Ти га просто не занимаш          |               | Ана                         | |
| 2010.               | Ајронмен 2                       |               | Црна удовица/Наташа Романов | номинација - Награда Сатурн за најбољу споредну женску улогу (филм) |
| 2011.               | Купили смо зоо врт               |               | Кели Фостер                 | |
| 2012.               | Осветници                        |               | Црна удовица/Наташа Романов | МТВ филмска награда за најбољу тучу (са глумачком екипом филма) |
| 2012.               | Хичкок                           |               | Џенет Ли                    | |
| 2013.               | Дон Џон                          |               | Барбара Шугарман            | номинација - МТВ филмска награда за најбољи пољубац (са Џозефом Гордоном-Левитом) |
| 2013.               | Под кожом                        |               | Лора                        | номинација - Британска независна филмска награда за најбољу глумицу у главној улози |
| 2013.               | Она                              |               | Саманта (глас)              | номинација - Награда Сатурн за најбољу споредну женску улогу (филм) номинација - Награда Удружења телевизијских филмских критичара за најбољу глумицу у споредној улози номинација - Награда Удружења интернет филмских критичара за најбољу споредну женску улогу |
| 2014.               | Капетан Америка: Зимски војник   |               | Црна удовица/Наташа Романов | номинација - Награда Сатурн за најбољу споредну женску улогу (филм) номинација - МТВ филмска награда за најбољи пољубац (са Крисом Евансом) |
| 2014.               | Кувар                            |               | Моли                        | |
| 2014.               | Луси                             |               | Луси                        | номинација - Награда Удружења телевизијских филмских критичара за најбољу глумицу у акционом филму номинација - МТВ филмска награда за најбољу женску улогу |
| 2015.               | Осветници: Ера Алтрона           |               | Црна удовица/Наташа Романов | |
| 2016.               | Аве Цезаре!                      |               | Барбара Шугарман            | |
| 2016.               | Књига о џунгли                   |               | Ка (глас)                   | |
| 2016.               | Капетан Америка: Грађански рат   |               | Црна удовица/Наташа Романов | |
| 2016.               | Певајмо                          |               | Еш (глас)                   | |
| 2017.               | Дух у оклопу                     |               | Мотоко Кусанаги             | |
| 2017.               | Лудило девојачке вечери          |               | Џесика Тајер                | |
| 2017.               | Тор: Рагнарок                    |               | Црна удовица/Наташа Романов | непотписано камео појављивање |
| 2018.               | Осветници: Рат бескраја          |               | Црна удовица/Наташа Романов | |
| 2018.               | Острво паса                      |               | Нутмег (глас)               | |
| 2019.               | Капетан Марвел                   |               | Црна удовица/Наташа Романов | камео |
| 2019.               | Осветници: Крај игре             |               | Црна удовица/Наташа Романов | |
| 2019.               | Прича о браку                    |               | Никол Барбер                | |
| 2019.               | Зец Џоџо                         |               | Рози Бецлер                 | |
| 2021.               | Црна удовица                     |               | Црна удовица/Наташа Романов | |
| 2021.               | Певајмо 2                        |               | Еш (глас)                   | |
| 2023.               | Астероид Сити                    |               | Миџ Кембел                  | |
| 2024.               | Трансформерси: Почетак           |               | Елита-1 (глас)              | |
| 2025.               | Свет из доба јуре: Поново рођени |               | Зора Бенет                  | |
| Телевизијске серије |                                  |               |                             | |
| 1995.               | Клијент                          |               | Џена Халивел                | пилот епизода |
| 2001.               | Анатомије сцене                  |               | Скарлет Џохансон            | епизода: Девојка са бисерном минђушом |
| 2004.               | Свита                            |               | Скарлет Џохансон            | епизода: |
| 2005–2008.          | Роботско пиле                    |               | различите улоге             | 6 епизода |
| 2006–2015.          | Уживо суботом увече              |               | различите улоге             | 4 епизоде |
| 2014.               | ХитРекорд на ТВ-у                |               | Оливија                     | епизода: |
| Позоришне представе |                                  |               |                             | |
| 2010.               | Поглед са моста                  |               | Кетрин                      | Корт театар |
| 2012.               | Мачка на усијаном лименом крову  |               | Маргарет                    | Ричард Роџерс театар |